# Superliga Série A (femminile)
La Superliga Série A è la massima serie del campionato brasiliano femminile di pallavolo: al torneo partecipano tredici squadre di club brasiliane e la squadra vincitrice si fregia del titolo di campione del Brasile.

## Albo d'oro
| La competizione è denominata "Campeonato Brasileiro de Voleibol de Clubes" |                    |                |                |
| 1976 Dettagli                                                              | Fluminense         | CdR Brasil     | -              |
| 1978 Dettagli                                                              | Flamengo           | Mackenzie      | -              |
| 1980 Dettagli                                                              | Flamengo           | Fluminense     | -              |
| 1981 Dettagli                                                              | Fluminense         | Minas          | -              |
| 1982 Dettagli                                                              | Paulistano         | Pirelli        | -              |
| 1983 Dettagli                                                              | Supergasbrás       | Fluminense     | -              |
| 1984 Dettagli                                                              | Atlântica Boavista | Supergasbrás   | -              |
| 1985 Dettagli                                                              | Supergasbrás       | Paulistano     | -              |
| 1986 Dettagli                                                              | Supergasbrás       | Bradesco RJ    | -              |
| 1987 Dettagli                                                              | Lufkin             | Supergasbrás   | -              |
| La competizione è denominata "Liga Nacional"                               |                    |                |                |
| 1988-89 Dettagli                                                           | Sadia              | Lufkin         | -              |
| 1989-90 Dettagli                                                           | Sadia              | Supergasbrás   | -              |
| 1990-91 Dettagli                                                           | Sadia              | São Caetano    | -              |
| 1991-92 Dettagli                                                           | São Caetano        | Minas          | -              |
| 1992-93 Dettagli                                                           | Minas              | São Caetano    | -              |
| 1993-94 Dettagli                                                           | Ribeirão Preto     | BCN            | -              |
| La competizione è denominata "Superliga"                                   |                    |                |                |
| 1994-95 Dettagli                                                           | Sorocaba           | BCN            | Minas          |
| 1995-96 Dettagli                                                           | Sorocaba           | BCN            | Tietê          |
| 1996-97 Dettagli                                                           | União              | São Caetano    | BCN            |
| 1997-98 Dettagli                                                           | Paraná             | União          | Minas          |
| 1998-99 Dettagli                                                           | Uniban             | Paraná         | União          |
| 1999-00 Dettagli                                                           | Paraná             | Minas          | BCN            |
| 2000-01 Dettagli                                                           | Flamengo           | Vasco da Gama  | Minas          |
| 2001-02 Dettagli                                                           | Minas              | BCN            | Paraná         |
| 2002-03 Dettagli                                                           | BCN                | Minas          | Paraná         |
| 2003-04 Dettagli                                                           | Finasa             | Minas          | Paraná         |
| 2004-05 Dettagli                                                           | Finasa             | Rio de Janeiro | Automóvel      |
| 2005-06 Dettagli                                                           | Rio de Janeiro     | Finasa         | Macaé          |
| 2006-07 Dettagli                                                           | Rio de Janeiro     | Finasa         | Minas          |
| 2007-08 Dettagli                                                           | Rio de Janeiro     | Finasa         | Pinheiros      |
| 2008-09 Dettagli                                                           | Rio de Janeiro     | Finasa         | São Caetano    |
| 2009-10 Dettagli                                                           | Osasco             | Rio de Janeiro | São Caetano    |
| 2010-11 Dettagli                                                           | Rio de Janeiro     | Osasco         | GRER           |
| 2011-12 Dettagli                                                           | Osasco             | Rio de Janeiro | GRER           |
| La competizione è denominata "Superliga Série A"                           |                    |                |                |
| 2012-13 Dettagli                                                           | Rio de Janeiro     | Osasco         | Campinas       |
| 2013-14 Dettagli                                                           | Rio de Janeiro     | Sesi           | Osasco         |
| 2014-15 Dettagli                                                           | Rio de Janeiro     | Osasco         | Sesi           |
| 2015-16 Dettagli                                                           | Rio de Janeiro     | Praia Clube    | Minas          |
| 2016-17 Dettagli                                                           | Rio de Janeiro     | Osasco         | Praia Clube    |
| 2017-18 Dettagli                                                           | Praia Clube        | Rio de Janeiro | Minas          |
| 2018-19 Dettagli                                                           | Minas              | Praia Clube    | Osasco         |
| 2019-20 Dettagli                                                           | Non assegnato      | Non assegnato  | Non assegnato  |
| 2020-21 Dettagli                                                           | Minas              | Praia Clube    | Osasco         |
| 2021-22 Dettagli                                                           | Minas              | Praia Clube    | Bauru          |
| 2022-23 Dettagli                                                           | Praia Clube        | Minas          | Osasco         |
| 2023-24 Dettagli                                                           | Minas              | Praia Clube    | Rio de Janeiro |
| 2024-25 Dettagli                                                           | Osasco             | Bauru          | Minas          |

## Palmarès
| Squadra            | Titolo | Edizione                                                                                 |
| ------------------ | ------ | ---------------------------------------------------------------------------------------- |
| Rio de Janeiro     | 10     | 2005-06, 2006-07, 2007-08, 2008-09, 2010-11, 2012-13, 2013-14, 2014-15, 2015-16, 2016-17 |
| Minas              | 6      | 1992-93, 2001-02, 2018-19, 2020-21, 2021-22, 2023-24                                     |
| Supergasbrás       | 3      | 1983, 1985, 1986                                                                         |
| Sadia              | 3      | 1988-89, 1989-90, 1990-91                                                                |
| União              | 3      | 1994-95, 1995-96, 1996-97                                                                |
| Flamengo           | 3      | 1978, 1980, 2000-01                                                                      |
| Finasa             | 3      | 2002-03, 2003-04, 2004-05                                                                |
| Osasco             | 3      | 2009-10, 2011-12, 2024-25                                                                |
| Fluminense         | 2      | 1976, 1981                                                                               |
| Paraná             | 2      | 1997-98, 1999-00                                                                         |
| Praia Clube        | 2      | 2017-18, 2022-23                                                                         |
| Paulistano         | 1      | 1982                                                                                     |
| Atlântica Boavista | 1      | 1984                                                                                     |
| Lufkin             | 1      | 1987                                                                                     |
| São Caetano        | 1      | 1991-92                                                                                  |
| Ribeirão Preto     | 1      | 1993-94                                                                                  |
| Uniban             | 1      | 1998-99                                                                                  |